# Hampton, Nebraska
Hampton är en ort i Hamilton County i delstaten Nebraska, USA.